# Шигаево (Нижегородская область)
Шигаево — деревня в Вознесенском районе Нижегородской области России. Входит в состав Бутаковского сельсовета.

## География
Деревня находится в юго-западной части Нижегородской области, в зоне хвойно-широколиственных лесов, на правом берегу реки Варнава, к востоку от автодороги 22Н-1309, на расстоянии приблизительно 9 км (по прямой) к юго-юго-востоку (SSE) от Вознесенского, административного центра района. Абсолютная высота — 99 м над уровнем моря.
Климат
Климат характеризуется как умеренно континентальный, с тёплым летом и холодной снежной зимой. Среднегодовая температура — 3,7 °C. Средняя температура воздуха самого тёплого месяца (июля) — 19 °C (абсолютный максимум — 39 °C); самого холодного (января) — −11 °C (абсолютный минимум — −44 °C). Среднегодовое количество атмосферных осадков составляет около 460—480 мм. Снежный покров держится в течение 140—145 дней.
Часовой пояс
Деревня Шигаево, как и вся Нижегородская область, находится в часовой зоне МСК (московское время). Смещение применяемого времени относительно UTC составляет +3:00.

## Население
| 1999 | 2002 | 2010 |
| ---- | ---- | ---- |
| 4    | ↘1   | ↘0   |